# Miad Nour Charmake
Miad Nour Charmake (1º gennaio 1985) è un calciatore gibutiano, centrocampista del Société Immobilière Djibouti.

## Carriera

### Club
Gioca dal 2003 al 2006 al Poste de Djibouti. Nel 2007 si trasferisce al Société Immobilière de Djibouti.

### Nazionale
Debutta in Nazionale il 16 novembre 2007, in Gibuti-Somalia. Ha collezionato in totale, con la maglia della Nazionale, 8 presenze.